# René Toussaint (Bischof)
René Toussaint OMI (* 5. März 1920 in Ochamps; † 21. März 1993 in Namur) war ein belgischer Ordensgeistlicher und römisch-katholischer Bischof von Idiofa.

## Leben
René Toussaint trat der Ordensgemeinschaft der Oblaten der Unbefleckten Jungfrau Maria bei und empfing am 8. Juli 1945 das Sakrament der Priesterweihe. 1946 wurde Toussaint als Missionar nach Belgisch Kongo entsandt. Dort war er zwölf Jahre lang als Lehrer tätig. Später wurde René Toussaint zudem Inspektor für die katholischen Schulen.
Am 16. Januar 1958 ernannte ihn Papst Pius XI. zum Titularbischof von Calama und zum Apostolischen Vikar von Ipamu. Der Apostolische Vikar von Luluabourg, Bernard Mels CICM, spendete ihm am 11. Mai desselben Jahres die Bischofsweihe; Mitkonsekratoren waren der Apostolische Vikar von Léopoldville, Félix Scalais CICM, und der Apostolische Vikar von Kikwit, André Lefèbvre SJ. Toussaint wurde am 10. November 1959 infolge der Erhebung des Apostolischen Vikariats Ipamu zum Bistum erster Bischof von Ipamu (später: Idiofa). René Toussaint nahm an der ersten, zweiten und vierten Sitzungsperiode des Zweiten Vatikanischen Konzils teil. 1967 wurde auf seine Initiative hin das Pastoralzentrum des Bistums Idiofa gegründet.
Am 21. Mai 1970 nahm Papst Paul VI. das von René Toussaint vorgebrachte Rücktrittsgesuch an und ernannte ihn zum Titularbischof von Cluain Iraird. Er verzichtete am 23. Juli 1976 auf das Titularbistum Cluain Iraird. Bis 1991 lebte Toussaint in der Niederlassung seiner Ordensgemeinschaft in Kinshasa, wo er als Prokurator für die Missionsstationen im Landesinneren tätig war.